# 270'erne
Århundreder: 2. århundrede – 3. århundrede – 4. århundrede
Årtier: 220'erne 230'erne 240'erne 250'erne 260'erne – 270'erne – 280'erne 290'erne 300'erne 310'erne 320'erne
År: 270 271 272 273 274 275 276 277 278 279